# Johann-Christoph-Blumhardt-Schule
Die Johann-Christoph-Blumhardt-Schule (kurz JCBS) ist eine evangelische, private Bekenntnisschule in Lomersheim, einem Stadtteil von Mühlacker in Baden-Württemberg in Deutschland. Die Schule wurde 1997 gegründet und ist nach Johann Christoph Blumhardt benannt, einem evangelischen Theologen und Pfarrer des 19. Jahrhunderts.

## Schuleinrichtungen
Die Johann-Christoph-Blumhardt-Schule ist eine Halbtagsschule mit Betreuungsangebot am Nachmittag, die Kindergarten, Grundschule, Gymnasium, Berufliches Gymnasium (angebotene Profile: Sozial- und gesundheitswissenschaftliche Richtung mit Schwerpunkt Soziales und dem Profilfach "Pädagogik und Psychologie"; Wirtschaftswissenschaftliche Richtung mit Schwerpunkt Wirtschaft und dem Profilfach "Volks- und Betriebswirtschaftslehre"), Realschule, Werkrealschule und einen Kombizug aus Realschule und Hauptschule umfasst. Zudem gibt es ein Förderprogramm für Personen mit ADS/ADHS, Lese-Rechtschreib- und/oder Rechenschwäche. Die Schule verfügt über modern ausgestattete Klassenzimmer, mehrere Fachräume (z. B. Chemie, Biologie, Technik, Musik) sowie einen Schulhof mit Spielplatz.

## Kindergarten
Der Kindergarten der Johann-Christoph-Blumhardt-Schule bietet Betreuung und Bildung für Kinder im Alter ab drei Jahren (in Ausnahmefällen ab 2 Jahren) bis zum Schuleintritt an. Die Kinder werden von Erzieherinnen betreut und gefördert. Im Mittelpunkt des pädagogischen Konzepts stehen die Förderung der sozialen Kompetenzen und der Sprachentwicklung sowie die individuelle Entfaltung der Kinder.

## Geschichte
Im Februar 1997 eröffnete auf Elterninitiative hin ein Kindergarten in Pinache. Zum Schuljahr 1997/98 wurden die Klassen 1 bis 4 eingeführt. Im Schuljahr 1998/1999 konnte man für die Haupt- und Realschule die Klassen 5 und 6 besuchen. Im April 1999 erfolgte ein Umzug der Schule in das jetzige Gebäude in Mühlacker-Lomersheim. Die staatliche Anerkennung folgte für die Grundschule im September 2000, im November 2001 für die Real- und Hauptschule. Juli 2002 wurde der erste Hauptschulabschluss an der JCBS erfolgreich abgeschlossen, im folgenden Jahr ebenso der erste Realschulabschluss. Auch das Gebäude wurde den Erfordernissen angepasst: So wurde im Juli 2005 wurde mit dem Bau der ersten Gebäudeerweiterung begonnen. Im Sommer 2006 startete die gymnasiale Oberstufe als Wirtschaftsgymnasium, welche im März 2008 staatlich anerkannt wurde. Im Juni 2009 absolvierte der erste Jahrgang das Abitur. Im September 2010 folgte die Einführung des Werkrealschulzweiges, im September 2011 die Einführung des Gymnasiums G8. Im Jahr 2012 wurde das sozialwissenschaftliche Gymnasium genehmigt und staatlich anerkannt; ebenso wurde der Modellversuch Gymnasium G9 genehmigt, der bis heute an der Schule in Verwendung ist. Im Juli 2013 feierte der erste Werkrealzug seinen Abschluss. Zur selben Zeit wurde der zweite Anbau, jetziger Gebäudeteil A, eröffnet. Im April 2015 wurde ein neuer Kindergarten eingeweiht, im Juni desselben Jahres das erste Abitur im sozialwissenschaftlichen Gymnasium abgeschlossen. 2019 begann der Bau des Gebäudeteils D, der bis dahin modernste Teil. Damit begann auch eine weitgehende Digitalisierung, von Smartboards in den Klassenzimmern bis hin zu iPad-Klassen.